# Egbert Tannich

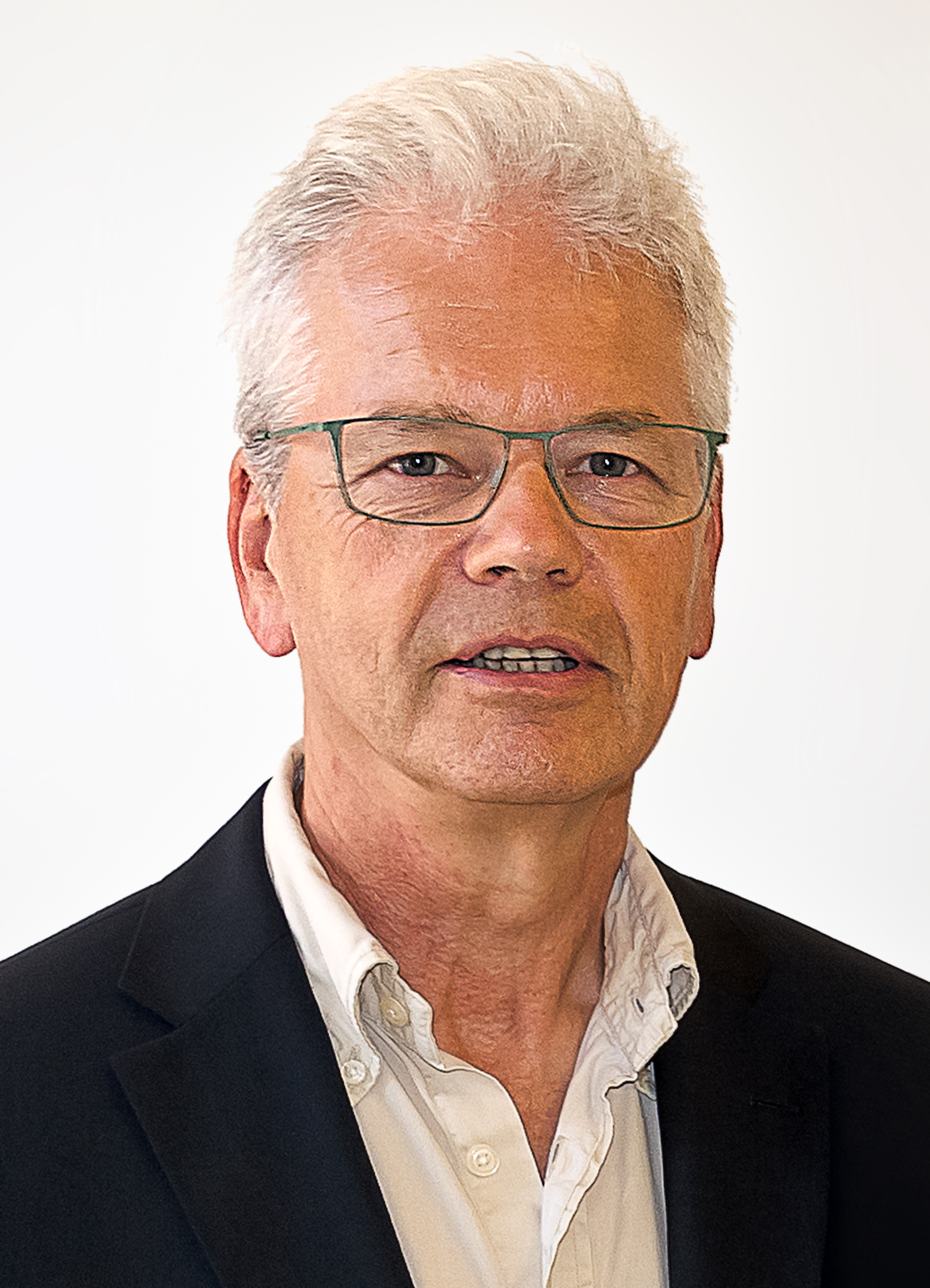
Egbert Tannich (2019)

Egbert Tannich (* 11. August 1956) ist ein deutscher Mikrobiologe und ehemaliger Vorstandsvorsitzender des Bernhard-Nocht-Instituts für Tropenmedizin (BNITM).

## Leben
Nach dem Studium der Medizin an den Universitäten in Münster, Tübingen und Göttingen und der Promotion arbeitete Tannich ab 1984 zunächst für zwei Jahre als Assistenzarzt in der Klinischen Abteilung des Bernhard-Nocht-Instituts für Tropenmedizin (BNITM).
1986 wechselte er als Postdoc an die Universität Hamburg in das Labor von Hans-Henning Arnold und begann erste molekularbiologische Untersuchungen an intestinalen Parasiten. Große Aufmerksamkeit erregten seine Ergebnisse zur genetischen Charakterisierung von Entamoeba histolytica, einer Amöbenart, die den Darm des Menschen besiedelt und dort ausgedehnte Entzündungen und in seltenen Fällen auch außerhalb des Darms Abszesse verursachen kann. Tannich konnte zeigen, dass Entamoeba histolytica zwei genetische Entitäten umfasst, eine, die für die Erkrankungen verantwortlich ist, und eine zweite, die als apathogener Kommensale einen Teil der normalen Darmflora darstellt und keiner Behandlung bedarf. Der apathogenen Form wurde später ein eigener Artname zugeordnet und sie wird mittlerweile als Entamoeba dispar bezeichnet. Auf der Grundlage seiner Entdeckung entwickelte Tannich unmittelbar anschließend einen molekularen Test zur Unterscheidung von Entamoeba histolytica und Entamoeba dispar aus klinischen Proben und schaffte damit die Voraussetzungen für rationale Therapieentscheidungen bei Darmamöbeninfektionen.
1988 wechselte Tannich zurück an das BNITM und widmete sich der Laborforschung mit dem Schwerpunkt Molekulare Parasitologie. Gleichzeitig arbeitete er in der Diagnostik des Instituts und erlangte 1994 den Facharzt für Medizinische Mikrobiologie und Hygiene. Im selben Jahr wurde Tannich habilitiert und übernahm die Abteilung „Molekularbiologie“ am BNITM. Seit 1998 ist Tannich Inhaber des Lehrstuhls für Molekulare Parasitologie am Universitätsklinikum Hamburg-Eppendorf (UKE) und Leiter der Parasitendiagnostik am BNITM.
Zwischen 2013 und 2017 war er Präsident der Deutschen Gesellschaft für Parasitologie. Seit 2017 ist Tannich Leiter des Nationalen Referenzzentrums für tropische Infektionserreger.  Er war bis September 2021 Vorstandsvorsitzender des BNITM.

## Ehrungen
- 1991: Robert-Koch-Förderpreis
- 1992: Biologiepreis der Akademie der Wissenschaften, Göttingen
- 1993: Preis für Tropenmedizin der Deutschen Gesellschaft für Tropenmedizin und internationale Gesundheit[2]
- 1999: Hauptpreis der Deutschen Gesellschaft für Hygiene und Mikrobiologie[3]